# Ядерна жовтяниця
Ядерна жовтяниця (синонім:лат. kernicterus, білірубінова енцефалопатія) — це важке пошкодження центральної нервової системи (ЦНС) у новонароджених, через надмірне підвищення рівня білірубіну в крові (гіпербілірубінемія).

## Причини
Некон'югований білірубін дуже добре розчиняється в жирах, але майже не розчиняється в воді. Тому для транспортування до клітин печінки він зв'язується з альбуміном. При значному підвищенні рівня білірубіну, коли транспортна ємність альбуміну вичерпана, вільний білірубін може подолати гемато-енцефалічний бар'єр і проникнути в головний мозок до базальних гангліїв. Там білірубін викликає гальмування процесів окисного фосфорилювання, що призводить до загибелі клітин. Базальні ганглії (бліда куля, лушпина і хвостате ядро) дуже чутливі до дії білірубіну і пошкоджуються найбільше, тому й закріпилося назва патології «ядерна жовтяниця». Важка енцефалопатія призводить до смерті.

## Фактори ризику
З одного боку до факторів ризику належать всі стани, що супроводжуються підвищеним утворенням білірубіну і збільшують ризик розвитку ядерної жовтяниці. Серед них: посилене руйнування клітин крові (гемоліз), особливо при резус-конфлікті і інших несумісностях за групами крові. З іншого боку, можуть бути пошкодження також з боку гемато-енцефалічного бар'єру, коли білірубін уже при менших концентраціях може проникнути у головний мозок. Наприклад, при гіпоксії посилюється закислення крові (ацидоз), зниження рівня цукру крові (гіпоглікемія) чи переохолодження (гіпотермія). Також зниження концентрації альбуміну (гіпоальбумінемія) призводить до того, що менше білірубіну зв'язується в крові і це призводить до відносного збільшення вільного білірубіну, який легше проникає в ЦНС. Також медикаменти, які зв'язуються з альбуміном і таким чином витісняють білірубін, ведуть до підвищення вільного білірубіну. До них належать цефтріаксон, сульфаніламідні препарати, фуросемід, дігоксин і діазепам.

## Клінічна картина

### Гостра білрубінова енцефалопатія
Симптоми гострої білірубінової енцефалопатії можна поділити на три стадії.
- В початковій фазі з'являються сонливість, м'язова гіпотонія і низька рухова активність.
- У проміжній фазі часто спстерігається різкий крик немовляти, прогресує пригнічення свідомості (ступор), дратівливість і посилення м'язового тонусу з перерозгинанням шиї (ретроколіс) і хребта (опістотонус).
- У прогресуючій фазі ступор може перейти в кому, м'язовий тонус посилюється ще більше і врешті можуть зявлятися судоми. Можливий летальний кінець.

### Хронічна білірубінова енцефалопатія
Якщо хворий переживає гостру фазу, можуть розвиватися пізні ускладнення — центральна глухота, екстрапірамідальні порушення рухів у формі атетоїдних церебральних паралічів і відставання в нервово-психічному розвитку.

## Лікування
Для зменшення ризику розвитку необоротніх змін ядерної жовтяниці, здоровим доношеним немовлятам у віці 72 годин з рівнем некон'югованого білірубіну вище 340 мкмоль/л проводиться фототерапія блакитним світлом з довжиною хвилі 425–475 нм. При рівні білірубіну вище 430 мкмоль/л проводять замінне переливання крові. При наявності вище перерахованих факторів ризику лікування має починатися раніше.